# چیائو لی‌یینگ
چیائو لی‌یینگ (به انگلیسی: Qiao Leiying) (زادهٔ ۲۴ اوت ۱۹۸۹) بازیکن واترپلو زن اهل چین است. وی در بازی‌های المپیک تابستانی ۲۰۰۸ شرکت کرده‌است.